# أولاد ارتيمة (سانية بركيك)
أولاد ارتيمة هي إحدى مشيخات المملكة المغربية، تتبع جغرافيا لإقليم سيدي بنور وإداريًا لسانية بركيك. يقدر عدد سكانها بـ 2625 نسمة حسب الإحصاء الرسمي للسكان والسكنى لسنة 2004.